# Saint-Izaire
Saint-Izaire is een gemeente in het Franse departement Aveyron (regio Occitanie) en telt 317 inwoners (1999). De plaats maakt deel uit van het arrondissement Millau.

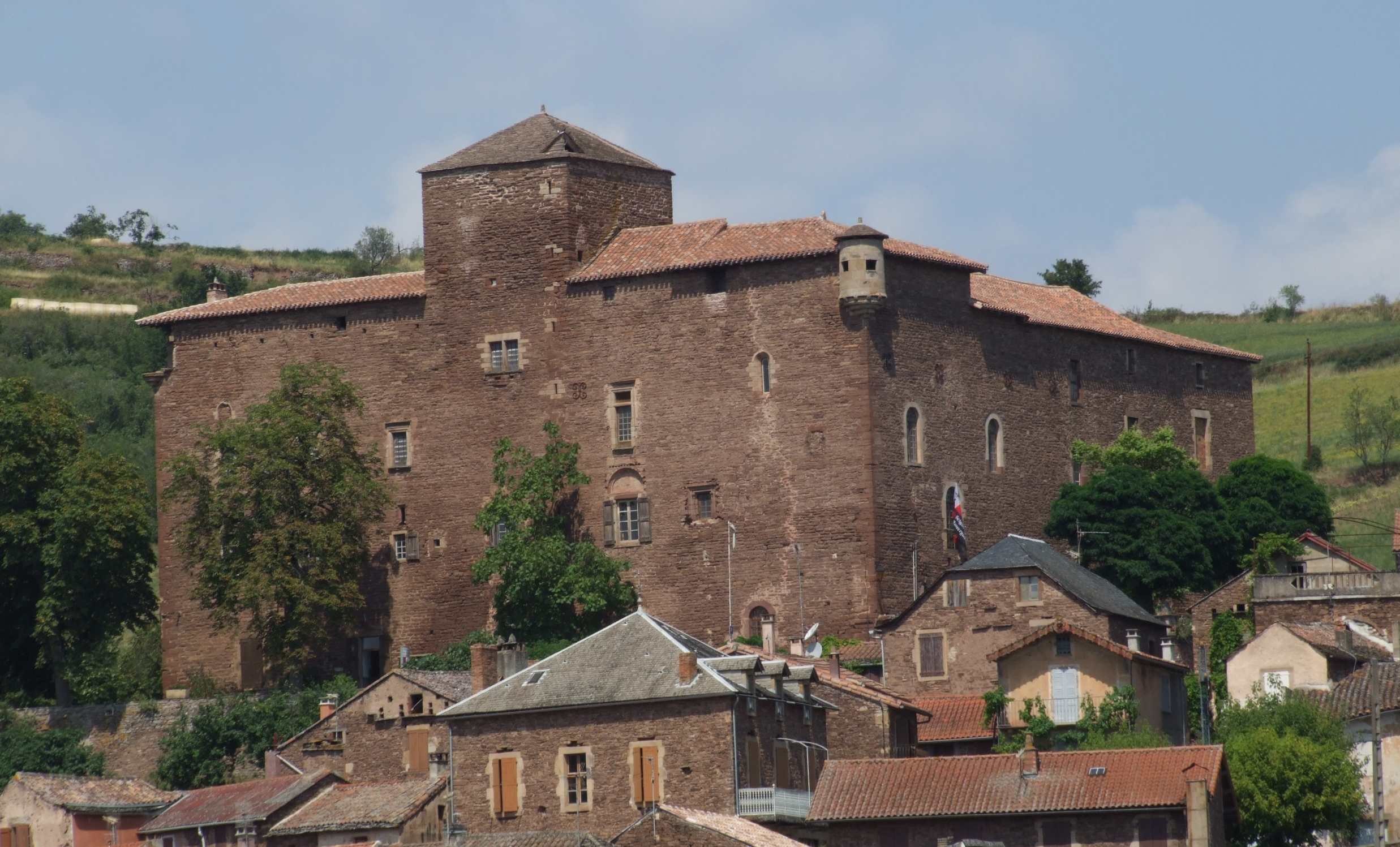
Kasteel van Saint-Izaire

## Geografie
De oppervlakte van Saint-Izaire bedraagt 35,5 km², de bevolkingsdichtheid is 8,9 inwoners per km².
De onderstaande kaart toont de ligging van Saint-Izaire met de belangrijkste infrastructuur en aangrenzende gemeenten.

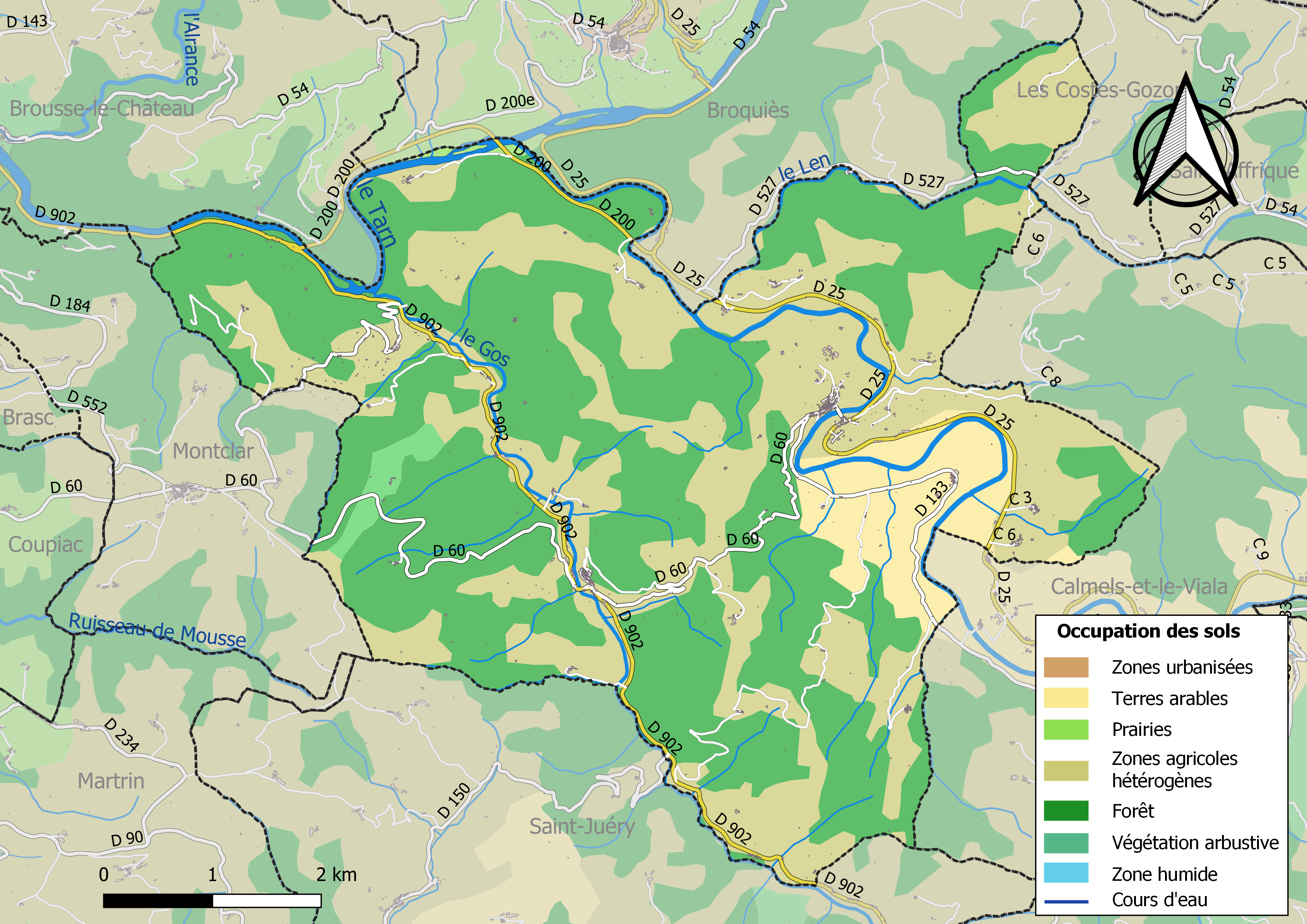

## Demografie
Onderstaande figuur toont het verloop van het inwonertal (bron: INSEE-tellingen).

Vanwege een beveiligingsprobleem met de MediaWiki Graph-software is het momenteel niet mogelijk deze grafiek weer te geven. Zodra de software is bijgewerkt zal de grafiek vanzelf weer zichtbaar worden.